# Hyalenna perasippe
Hyalenna perasippe är en fjärilsart som beskrevs av William Chapman Hewitson 1877. Hyalenna perasippe ingår i släktet Hyalenna och familjen praktfjärilar. Inga underarter finns listade i Catalogue of Life.